# Selección de baloncesto de Tailandia
La selección de baloncesto de Tailandia es el equipo formado por jugadores de nacionalidad tailandesa que representa a la Asociación Deportiva de Baloncesto de Tailandia (en tailandés: สมาคมบาสเกตบอลแห่งประเทศไทย) en las competiciones internacionales organizadas por la Federación Internacional de Baloncesto (FIBA) o el Comité Olímpico Internacional (COI): los Juegos Olímpicos, la Copa Mundial de Baloncesto y el Campeonato FIBA Asia.

## Historia
Fue creada en el año 1953 y es la selección más vieja del Sur de Asia, teniendo su primera participación internacional en los Juegos Asiáticos de 1954 donde fue eliminada en la fase de grupos.
En 1956 clasifica a los Juegos Olímpicos de Melbourne 1956 donde termina en el decimoquinto lugar, y para 1963 clasifica por primera vez al Campeonato FIBA Asia que se jugó en Taiwán, República de China en donde terminó en cuarto lugar.
En su historial cuenta con una medalla de plata en los Juegos Asiáticos de 1966, un título regional en 2013 y más de 18 apariciones en el Campeonato FIBA Asia.

## Historial

### Copa Mundial
Resultado General: No ocupa puesto
| Copa Mundial de Baloncesto |
| --- |
| - 1950: No calificó - 1954: No calificó - 1959: No calificó - 1963: No calificó - 1967: No calificó - 1970: No calificó - 1974: No calificó - 1978: No calificó - 1982: No calificó - 1986: No calificó - 1990: No calificó - 1994: No calificó - 1998: No calificó - 2002: No calificó - 2006: No calificó - 2010: No calificó - 2014: No calificó - 2019: No calificó - 2023: No calificó - 2027: TBD |

### Juegos Olímpicos
| Baloncesto en los Juegos Olímpicos |
| --- |
| - Berlín 1936: No calificó - Londres 1948: No calificó - Helsinki 1952: No calificó - Melbourne 1956: 15° Lugar - Roma 1960: No calificó - Tokio 1964: No calificó - México 1968: No calificó - Múnich 1972: No calificó - Montreal 1976: No calificó - Moscú 1980: No calificó - Los Ángeles 1984: No calificó - Seúl 1988: No calificó - Barcelona 1992: No calificó - Atlanta 1996: No calificó - Sídney 2000: No calificó - Atenas 2004: No calificó - Pekín 2008: No calificó - Londres 2012: No calificó - Río 2016: No calificó - Tokio 2020: No calificó - París 2024: No calificó |

### Campeonato FIBA Asia
| Campeonato FIBA Asia | Campeonato FIBA Asia | Campeonato FIBA Asia | Campeonato FIBA Asia | Campeonato FIBA Asia | Campeonato FIBA Asia |
| -------------------- | -------------------- | -------------------- | -------------------- | -------------------- | -------------------- |
| - 1960: No calificó  |                      | - 1983: 10° Lugar    |                      | - 2005: No calificó  |                      |
| - 1963: 4° Lugar     |                      | - 1985: 7° Lugar     |                      | - 2007: No calificó  |                      |
| - 1965: 4° Lugar     |                      | - 1987: 8° Lugar     |                      | - 2009: No calificó  |                      |
| - 1967: 7° Lugar     |                      | - 1989: 12° Lugar    |                      | - 2011: No calificó  |                      |
| - 1969: 6° Lugar     |                      | - 1991: No calificó  |                      | - 2013: 14° Lugar    |                      |
| - 1971: 7° Lugar     |                      | - 1993: 15° Lugar    |                      | - 2015: No calificó  |                      |
| - 1973: 7° Lugar     |                      | - 1995: 16° Lugar    |                      | - 2017: No calificó  |                      |
| - 1975: 6° Lugar     |                      | - 1997: No calificó  |                      | - 2022: No calificó  |                      |
| - 1977: 8° Lugar     |                      | - 1999: 14° Lugar    |                      | - 2025: ?            |                      |
| - 1979: 9° Lugar     |                      | - 2001: 13° Lugar    |                      |                      |                      |
| - 1981: 7° Lugar     |                      | - 2003: No calificó  |                      |                      |                      |

## Palmarés
- Juegos Asiáticos:
  -  Subcampeón (1): 1966

- Campeonato del Sudeste Asiático:
  -   Campeón (1): 2013
  -  Subcampeón (3): 1994, 1998, 2001
  -  Tercer lugar (3): 2003, 2005, 2017

- Juegos del Sudeste Asiático:
  -  Subcampeón (8): 1991, 1993, 1995, 1999, 2003, 2011, 2013, 2019
  -  Tercer lugar (10): 1977, 1981, 1983, 1985, 1987, 1989, 1997, 2017, 2021, 2023